# Caja Rude
Caja Rude født Løvgreen (1884–1949) var en populær dansk romanforfatter, novelleforfatter og journalist. En stor del af hendes værker var ment som dannelsesromaner for unge piger og kvinder. Desuden var hun mangeårig brevkasseredaktør på brevkassen "Spørg Ville!" og skribent på medlemsbrevet Social-Demokraten. Hun var en ivrig tilhænger af kvinders rettigheder og henvendte sig ofte til behovet for, at kvinder skulle blive bedre uddannet for at blive selvforsynende og tage deres arbejde i hjemme seriøst. Hendes mest populære værk Kammerat Tinka (1938) lægger vægt på kvinders uddannelse, klassebevidsthed og behovet for en arbejderkultur.

## Biografi

### Barndom og tidligt liv
Caja Rude f. Løvgreen blev født den 11. juli 1884 på Frederiksberg i København. Hun var datter af Wilhelmine Christine née Oest (1859–1939), født i Uruguay, og stationsforstander og kontorchef Peter Carl Løvgreen (født 1847). Caja var et af otte børn, og i den tidlige barndom levede hun dels i Frederikshavn, dels i Randers.
Barndommen var ustabil og svær, særligt efter at faderen forlod familien i 1892. Da var Caja otte år gammel, og efter forældrenes skilsmisse gik hun kortvarigt i katolsk skole i Randers. Grundet familiens dårlige økonomiske vilkår, måtte hun ud og tjene allerede som 10-årig, og havde derfor kun gået meget lidt i skole. Hun har senere beskrevet de forfærdelige, slavelignende forhold, som hun måtte finde sig i at arbejde under.
I år 1900, tog Caja som 17-årig til København, hvor hun fik plads som tjenestepige. I den tid oplevede hun flere sider af fattigdom og social nød, klasseforskelle og oplevede seksuel udnyttelse.
Da hun blev behandlet for begyndende tuberkulose på et kurophold, blev hendes lyst til at skrive forstærket, og vejen til journalistik og forfatterskab blev banet, men krævede meget selvuddannelse. En kort tid var hun endvidere elev på Musikkonservatoriet.

### Ægteskab og familie
Caja og hendes mand Axel flyttede ud af København efter de blev gift. Først til Stege på Møn, og siden til Korsør på det vestlige Sjælland. De fik sammen tre børn; Hans Christian (1908), Ester Rikke (1909), Axel (1917). Caja Rude blev i Korsør engageret i Dansk Kvindesamfund og var formand for lokalafdelingen i en periode.

### Død og eftermæle
Caja Rude døde i 1949 efter flere måneders sygdom. Caja Rude fik gennem sit årelange journalistiske arbejde en særlig plads ved Social-Demokraten, som ved hendes død skrev: ”Læserne af ’Hjemmets søndag’ vil savne de kloge og moderlige raad, hun gav i den populære rubrik ’Spørg Ville’, som hun redigerede selv fra hospitalssengen.” I 2023 fik hun plads i udstillingen Kvindeliv på Arbejdermuseet, hvor besøgende kan lytte til hendes brevkassesvar fra netop 'Spørg Ville'.

## Karriere og virke

### Journalistiske karriere
Efter ægteskabets opløsning tjente Caja Rude sig først som biografpianist, og senere som journalist, hvor hun blev en fast bidragsyder til aviser fra 1915. I 1929 blev hun ansat på Social-Demokraten, arbejderbevægelsens dagblad, hvor hun varetog kvindestoffet. I en årrække var hun endvidere redaktør af brevkassen Spørg Ville!, hvor hun ydede en stor indsats for at afhjælpe sociale problemer for de mennesker, der skrev til brevkassen.
Som brevkasseredaktør samlede hun et kartotek på mere end 23.000 sager og fik i 1941 Tuborgfondets understøttelse til at gå videre med sit arbejde og sammenligne de kvindelige industriarbejderes forhold i de skandinaviske lande.
Caja Rude var tilknyttet Social-Demokraten i næsten 20 år.

### Forfatterskab
Som ungdomsforfatter for unge mennesker var Caja Rude en af de første i Danmark, der viste, at kvinder kunne have forskellige roller ud over den traditionelle rolle som hustru og mor.
I sit forfatterskab fremmer hun en politisk kamp med rødder i Socialdemokratiet og sætter fokus på hjemmets kultur, kvinders rolle og opdragelse, som en del af arbejderklassens kamp for forbedrede sociale og økonomiske forhold. Ligestilling mellem kønnene og betoningen af kvinders nødvendighed for at bevare mænds respekt bliver centrale temaer både i hendes journalistiske og skønlitterære værker. De tidlige bøger skildrer ofte unge kvinder som ofre for overgreb og udmattelse, men senere bevæger hendes fortællinger sig mod portrætter af modige og stærke piger.

### Politisk engagement
Udover at skrive for Social-Demokraten, var Rude også politisk aktiv i andre henseender. Hun var blandt andet aktiv modstander af svangerskabsafbrydelse, og mente at kønsdriften skulle kultiveres, og at det var ægteskabet, der skulle danne ramme om seksualitet, der var til for samhørighed og børn. Hun var også modstander af alt der kunne lede unge piger i fordærv som “forlystelsessyge, drikkeri, frådseri og lyst til smukke klæder.” Hun havde i sin litteratur fokus på en sund og stærk selvbevidsthed gennem uddannelse og et stabilt hjem. Et eksempel findes i Rudes kapitel i konfirmandbogen Ungdomsbogen (1932) som hun kalder Du er jo kun en pige... Kapitlet er en opfordring til at tage det huslige arbejde seriøst. Hun opfordrer de nyuddannede konfirmander til at tage en huslig faguddannelse og at forklare deres huslige arbejde, så det får respekt:
"At lave Mad er at skaffe Sundhed til Huse. At passe et Barn er at have stort Ansvar for et lille Menneskes Skæbne. At gøre rent er at værne og vogte om Værdier, der ofte er erhvervede gennem Menneskers anstrengte Slid"